# 샌포드역
샌포드역은 1971년에 개업해 개업 당시 역 규모가 작았으나 1981년에 오토트레인 주식회사의 파산으로 운행이 중단되었다가 1983년에 암트랙이 인수 되면서 재개장했다. 2012년 기준으로 264,096명의 수요를 처리했다.

## 운행 노선

### 장거리 노선
- 오토트레인